# Fretare
Fretarea este operația tehnologică prin care două piese sunt îmbinate cu strângere, fiind ținute împreună prin frecare. Deși îmbinarea se poate face și prin presare, uneori prin simpla lovire cu ciocanul, alteori folosind o presă hidraulică, de obicei ea se face fără a folosi forța, prin dilatarea sau contracția termică înainte de asamblare, iar la revenirea pieselor la temperatura ambiantă sau la cea de funcționare normală, piesele rămân una strânsă în cealaltă. Fretarea se folosește mult în industria aeronautică pentru a mări rezistența la oboseală a pieselor, sau în domeniul militar, de exemplu la fabricarea țevilor de tun.

## Descrierea fenomenelor
Aplicația principală este mărire rezistenței la presiune interioară a tuburilor cu pereți groși. La acestea, presiunea pe suprafața interioară a tubului determină apariția de tensiuni de întindere care solicită tubul, putând determina crăparea lui pe generatoare. Aplicarea pe suprafața sa exterioară a unei presiuni produce tensiuni de comprimare, care se suprapun peste cele de întindere, reducându-le. Presiunea pe suprafața exterioară exterioară se poate obține prin:
- Tragerea la cald a unui tub exterior peste cel care lucrează  un alt tub cu pereți groși, asamblat cu strângere cu tubul interior. În ansamblul respectiv tensiunile se redistribuie într-o formă mai convenabilă.
- Înfășurarea sub tensiune peste tubul interior a unei table subțiri în mai multe straturi, sau bobinând peste el un cablu sub tensiune (o „fretă”).
- Asamblând tubul exterior cu un joc, unde se creează o presiune hidraulică cu o pompă.

## Gradul de strângere
Gradul de strângere este determinat de deformațiile în urma strângerii. Trebuie ținut cont de toleranțe (diferența admisă față de dimensiunea nominală). Există formule pentru calculul toleranței, care va avea drept rezultat diferite forțe de strângere. Valoarea toleranței depinde de materialul utilizat, de mărimea pieselor și ce grad de strângere se dorește. Astfel de valori au fost deja elaborate în trecut pentru multe aplicații standard și sunt disponibile inginerilor sub formă de tabele.

## Metode de asamblare
Există două metode de asamblare a pieselor prin strângere: mecanică și termică.

### Asamblarea mecanică
Asamblarea mecanică se poate face prin presare sau dilatare hidraulică.
Asamblarea prin presare se realizează cu prese. Acestea pot fi mici, similare cu un cric hidraulic acționat manual, dar de obicei se folosesc prese hidraulice mari, care pot furniza forțe până la sute de tone.
Muchiile pieselor care se asamblează se teșesc. Teșirea formează un ghidaj pentru presare, ajutând la alinierea pieselor și la distribuirea uniformă a forței în jurul circumferinței găurii, pentru a realiza o presare lină și mai ușor de controlat. Se folosește, de exemplu, la roțile de tren presate pe osie.

### Asamblarea termică
Majoritatea materialelor se dilată când sunt încălzite și se micșorează când sunt răcite. Piesele exterioare sunt încălzite și asamblate în poziție cât timp sunt încă fierbinți, apoi lăsate să se răcească și să se contracte înapoi la dimensiunea lor inițială, cu excepția deformației determinate de strângere. Bandajele roților de tren sunt de obicei asamblate în acest fel. Alternativ, piesa interioară poate fi răcită înainte de asamblare, astfel încât să alunece cu ușurință în piesa cu care va fi asamblată. La încălzire, ea se extinde, realizând strângerea. Răcirea este adesea de preferat, deoarece este mai puțin probabil să modifice proprietățile materialului decât încălzirea, de exemplu la asamblarea pe un arbore a unei roți dințate călite, unde la încălzire există riscul de a fi încălzită prea mult și a afecta călirea.